# Solange Lackington
Solange Lackington Gangas (Santiago, 7 de diciembre de 1962) es una actriz, directora y dramaturga chilena.

## Biografía
Estudió teatro en la Escuela de Teatro de la Universidad Católica. Con tan sólo 20 años, debutó en televisión, actuando en telenovelas como La torre 10 (1984) y Bellas y audaces (1988), al lado de figuras como Sonia Viveros, Lucy Salgado y Luis Alarcón. Durante este período, colaboró con la productora Sonia Fuchs en el Área Dramática de Televisión Nacional de Chile. 
Logró gran popularidad al interpretar a Estrellita en la serie diaria Los Venegas. No obstante, su consagración se debió al incorporarse al Área Dramática de Canal 13, actuando en telenovelas como en Sabor a ti, Piel canela, Machos y Brujas. En este período, logró una temporada de grandes premios por sus trabajos, entre ellos Premios Apes y Premios Altazor.
En 2017, asumió el papel protagonista en la obra de Edward Franklin Albee ¿Quién teme a Virginia Woolf?. Su actuación en esta obra le valió positivas críticas. Un año más tarde, encarnó a Gabriela Mistral en Mistral, Gabriela, 1945, de Andrés Kalawski.
Luego, Solange se emigró al elenco del área dramática del canal Mega, en dónde actuó en diversas telenovelas como Perdona nuestros pecados, Juegos de poder y su más reciente participación en la telenovela diurna del canal, Verdades ocultas; en dónde interpreta a Rocío Verdugo en su etapa adulta.

## Filmografía

### Telenovelas
| Año       | Título                   | Rol                        | Ref. |
| --------- | ------------------------ | -------------------------- | ---- |
| 1984      | La torre 10              | Carmen Oyarce              |      |
| 1985      | Marta a las ocho         | Mónica Gutiérrez           |      |
| 1985      | Morir de amor            | Rosa                       |      |
| 1986      | La villa                 | Daniela Sarlegui           |      |
| 1988      | Bellas y audaces         | Lourdes Meza               |      |
| 1988      | Las dos caras del amor   | Adela García               |      |
| 1989      | A la sombra del ángel    | Rosalía Recalde            |      |
| 1990      | El milagro de vivir      | Paulina Silva              |      |
| 1993      | Ámame                    | Gladys Castro / Marilyn    |      |
| 1994      | Rojo y miel              | Valeria Cortés             |      |
| 1995      | Juegos de fuego          | Mariana Casiraghi          |      |
| 1996      | Loca piel                | Genoveva Rubio             |      |
| 1997      | Tic tac                  | Iris Valdés                |      |
| 1998      | Marparaíso               | Rita Gallegos              |      |
| 2000      | Sabor a ti               | Filomena Flores            |      |
| 2001      | Piel canela              | Rosario Novoa              |      |
| 2003      | Machos                   | Josefina Urrutia           |      |
| 2004      | Hippie                   | Hermana Ángela             |      |
| 2005      | Brujas                   | Marta Salinas              |      |
| 2006      | Descarado                | Ana María Bilbao           |      |
| 2007-2008 | Lola                     | María Teresa Sagardía      |      |
| 2009      | Cuenta conmigo           | Cristina Mendoza           |      |
| 2010      | Martín Rivas             | Bernarda Cordero           |      |
| 2012-2013 | Soltera otra vez         | Luisa Tapia                |      |
| 2014      | Chipe libre              | Irene Olivares             |      |
| 2015      | Papá a la deriva         | Victoria Urrutia           |      |
| 2016      | Ámbar                    | Mireya Zúñiga              |      |
| 2018      | Si yo fuera rico         | Mónica Salas               |      |
| 2018      | Perdona nuestros pecados | Edith Gacitúa              |      |
| 2019      | Juegos de poder          | Beatriz Acosta             |      |
| 2021-2022 | Verdades ocultas         | Rocío Verdugo / Ana Merino |      |
| 2025      | Amores de mercado        | Nora Pacheco               |      |

### Series
| Año       | Serie                          | Rol                     |
| --------- | ------------------------------ | ----------------------- |
| 1982      |                                |                         |
| 1996      | Madre e hijo                   | Fernanda                |
| 1996-1998 | Los Venegas                    | Estrellita              |
| 1997      | Brigada Escorpión              | Soledad García          |
| 2003      | Cuentos de mujeres             | Rosa                    |
| 2006      | Dinastía Sá Sa                 | Marta "Martuca" Salinas |
| 2018      | Martín, el hombre y la leyenda | Edith Fuentes           |

### Películas
- Súper, todo Chile adentro (2009) - Nora
- Manzanas Amarillas - Cortometraje (2014) - Adriana
- Contra el demonio (2019)
- El hombre del futuro (2019)
- Nadie sabe que estoy aquí (2020).
- El fantasma (2024)

### Programas de televisión
- Arriba el ánimo, con Paulina Nin (2002) - Estrellita[4]
- Mi barrio, tu mejor compañía (2021) - Participante
- The covers (2021) - Participante

### Teatro
- 2010: Entre gallos y medianoche

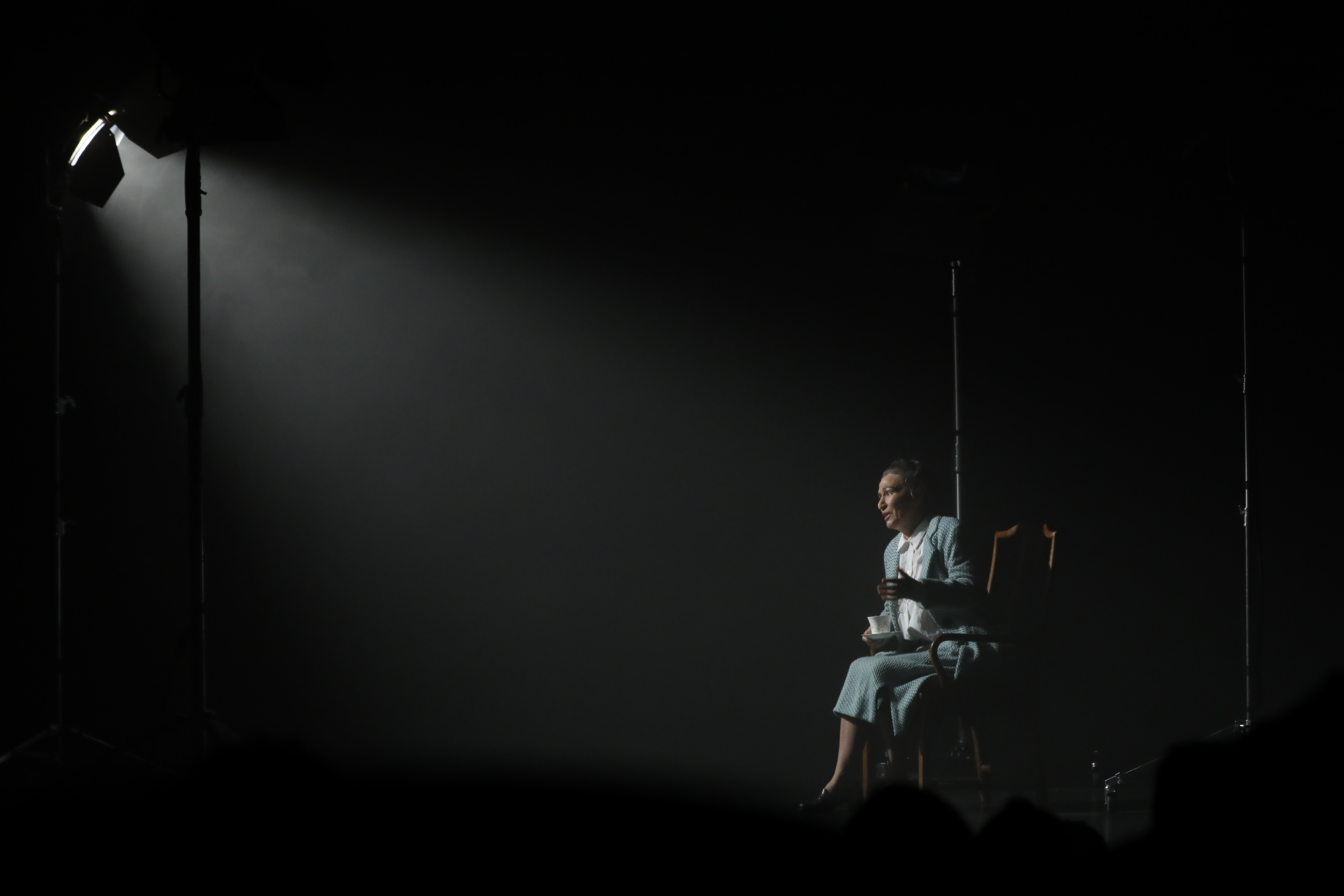
Lackington en “Mistral, Gabriela (1945)”, de Andrés Kalawski

- 2014: La Bella y la Bestia como La tetera Teté
- 2017: Fiebre de sábado por la noche' como Flo Manero
- 2017: ¿Quién le teme a Virginia Woolf? como Virginia Woolf
- 2019: Mistral, Gabriela (1945) como Gabriela Mistral
- 2020: Libertad 1209 como María Eugenia Darrigrande

### Videos musicales
| Año  | Título | Artista       | Dirección     |
| ---- | ------ | ------------- | ------------- |
| 2018 | Vuelve | Nicolás Álamo | Sergio Pineda |

## Premios y nominaciones
Premios Altazor
| Año  | Categoría                  | Producción                                      | Resultado |
| ---- | -------------------------- | ----------------------------------------------- | --------- |
| 2001 | Mejor actriz de televisión | Sabor a ti                                      | Nominada  |
| 2002 | Mejor actriz de televisión | Piel canela                                     | Ganadora  |
| 2004 | Mejor actriz de televisión | Machos                                          | Nominada  |
| 2005 | Mejor actriz de televisión | Brujas                                          | Nominada  |
| 2013 | Mejor actriz de teatro     | Radrigán: Redoble fúnebre para lobos y corderos | Nominada  |

Premios APES
| Año  | Categoría                            | Producción | Resultado |
| ---- | ------------------------------------ | ---------- | --------- |
| 1996 | Mejor actriz de reparto              | Loca piel  | Nominada  |
| 2000 | Mejor actriz de reparto              | Sabor a ti | Ganadora  |
| 2005 | Mejor actriz principal de televisión | Brujas     | Nominada  |

Otros premios y nominaciones
| Año  | Premio                                          | Categoría                    | Producción         | Resultado |
| ---- | ----------------------------------------------- | ---------------------------- | ------------------ | --------- |
| 2005 | Premio Tv Radio Rock and Pop                    | Mejor Actriz                 | Brujas             | Ganadora  |
| 2015 | Festival Chileno Internacional del Cortometraje | Mejor Actriz de Cortometraje | Manzanas amarillas | Ganadora  |
| 2021 | Larry Moe Awards                                | Mejor Actriz                 | Verdades ocultas   | Ganadora  |

## Distinciones
- 2006 - Distinción Premio Federación de Mujeres para la Paz Mundial por su labor artística.}
- 2006 - Elegida por la lista 10 de Chile Elige como la décima mejor intérprete femenina de televisión.
- 2019 - Premio Francis Francoise por el aporte artístico.